# Ciclo dell'azoto

Azoto nella tavola periodica

Il ciclo dell'azoto è un ciclo biogeochimico con il quale l'azoto si muove principalmente tra l'atmosfera, il terreno e gli esseri viventi. Questo ciclo viene definito gassoso. L'azoto corrisponde al 78% della atmosfera.
L'importanza del ciclo per gli organismi viventi è dovuta alla loro necessità di assimilare azoto per la formazione di composti organici vitali, quali le proteine e gli acidi nucleici, ma, ad eccezione di particolari batteri (azotofissatori), l'azoto atmosferico non può essere direttamente assorbito dagli organismi e ciò rappresenta spesso un fattore limitante per lo sviluppo forestale.
Le piante, però, possono assimilare l'azoto tramite l'assorbimento di alcuni composti (nitriti, nitrati e sali d'ammonio) che, disciolti nell'acqua, giungono fino alle loro radici. Una volta organicato nella fitomassa, l'azoto viene quindi trasferito agli organismi, come gli animali, mediante la catena alimentare. La decomposizione dei resti organici restituisce al terreno l'elemento, che può ritornare nell'atmosfera grazie all'azione di alcuni batteri specializzati.
Questo ciclo risulta molto complesso proprio perché l'atomo di azoto può entrare a far parte di un elevato numero di molecole: azoto molecolare, ammoniaca e sali d'ammonio, nitriti, nitrati ed azoto organico.
I processi chimici coinvolti per la loro formazione possono essere suddivisi in quattro tipi: azotofissazione, ammonificazione, nitrificazione e denitrificazione.

## Dall'atmosfera al terreno: Fissazione
Il gas più abbondante sulla Terra è l'azoto, presente in una forma chimicamente molto stabile. Nell'atmosfera terrestre l'azoto gassoso è composto da due atomi dell'elemento legati l'uno all'altro da tre legami chimici. A differenza degli altri gas, soprattutto dell'ossigeno, l'azoto gassoso è praticamente inerte. Se ci fosse solo azoto il ferro non arrugginirebbe, le candele non brucerebbero né i giornali ingiallirebbero. Ma se ci fosse solo azoto gassoso, a meno che non si aggiunga a questo un po' di idrogeno, la vita sulla Terra non esisterebbe perché nessun microrganismo è in grado di produrre amminoacidi o acidi nucleici se l'azoto non è legato all'idrogeno.
Non essendo immediatamente assimilabile per la maggior parte dei viventi l'azoto deve essere convertito in forme utilizzabili chimicamente, secondo i processi di fissazione o azotofissazione, ammonificazione, nitrificazione, denitrificazione.
L'azotofissazione è un processo riduttivo con cui l'azoto molecolare (N2) presente nell'atmosfera viene trasformato in ammoniaca (NH3). Questa trasformazione può avvenire sia con un processo industriale, detto di Haber-Bosch, sia naturalmente.
Il 90% della quantità fissata naturalmente è biologica; viene prodotto ammonio a partire dall'azoto molecolare.
Gli agenti fissatori dell'azoto sono:
- Azotobacter e Clostridium: batteri liberi nel terreno;
- rizobi: batteri viventi in simbiosi mutualistica con le radici di leguminose, l'ontano, alcune felci;
- cianobatteri;
- Frankia: batteri che vivono in simbiosi con piante non leguminose formando noduli actinorriza.

Il 10% dell'azoto fissato è ad alta energia, proviene dall'azione dei fulmini durante i temporali, che ossidano l'azoto gassoso formando ossidi di azoto (NOx), i quali raggiungono direttamente il suolo tramite l'acqua contenuta nelle precipitazioni sotto forma di acido nitrico HNO3.
Dal punto di vista agricolo, la fissazione biologica è una fonte d'azoto molto importante per l'arricchimento del terreno, perché il solo uso delle concimazioni azotate non potrebbe soddisfare la sua richiesta su scala mondiale (Schubert e Wolk, 1982). Una pratica agricola che sfrutta questa simbiosi per la fertilizzazione del terreno è il sovescio con le leguminose. In quest'ottica, il verificarsi di un incendio in una foresta rappresenta un grave sconvolgimento del ciclo dell'azoto biologico locale poiché il fuoco libera l'azoto presente nella materia organica sotto forma di ossidi di azoto NOx e azoto molecolare N2, sottraendolo alla disponibilità per le specie che tornano a colonizzare i terreni dopo il passaggio del fuoco; inoltre un incendio di elevata intensità ha effetti dannosi sulle colonie batteriche presenti nel terreno, ostacolando la ripresa di eventuali processi di nitrificazione.

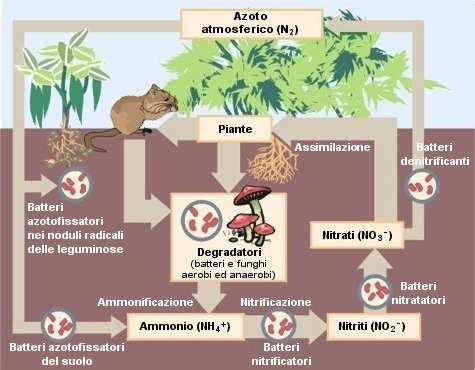
Rappresentazione schematica del ciclo dell'azoto

## Nel terreno: Mineralizzazione
La mineralizzazione è il processo di degradazione operato dagli organismi decompositori che porta alla formazione di azoto minerale nitrico e ammoniacale, detto “azoto scambiabile”

### Ammonificazione
Un'altra fonte di ammoniaca per il suolo deriva dalla decomposizione dell'azoto organico, come gli amminoacidi presenti nei prodotti di rifiuto e nella sostanza organica in putrefazione. Questo processo è detto ammonificazione ed è attuato da particolari batteri decompositori e funghi che, degradando l'azoto amminico, liberano l'ammoniaca nel terreno, dove può reagire con diversi composti per formare dei sali d'ammonio.

### Nitrificazione
Le molecole d'ammoniaca, che vengono così liberate nel suolo, possono subire un'ossidazione da parte di batteri liberi, con un processo chiamato nitrificazione, in cui si distinguono i batteri nitrosanti, che trasformano lo ione ammonio in nitrito (NO2-), ed i batteri nitrificanti, che, a loro volta, ossidano i nitriti e contribuiscono alla produzione dei nitrati (NO3-). L'azoto presente nelle acque sotto varie forme può 
provocare fenomeni di eutrofizzazione e di anossia dei corpi idrici recettori e tossicità alla vita acquatica.
Per l'abbattimento dell'azoto dalle acque di scarico sono 
disponibili sistemi:
- biologici;
- chimico-fisici.

## Denitrificazione
La denitrificazione consiste nella riduzione dei nitrati ad azoto molecolare che ritorna in atmosfera chiudendo il ciclo dell'azoto. Una frazione dell'azoto molecolare viene lisciviata nel mare dalle acque di ruscellamento.
Questo processo è realizzato da batteri dei generi Pseudomonas e Clostridium in condizioni anaerobiche. La denitrificazione è una forma di respirazione anaerobica che usa il nitrato come accettore di elettroni in assenza di ossigeno. I batteri denitrificanti sono anaerobi facoltativi dal momento che possono vivere anche in presenza di ossigeno.

## La catena alimentare
Gran parte dell'azoto, presente nel terreno come ioni ammonio o nitrato, entra nella biosfera, dove viene organicato (cioè inserito in molecole organiche) e si muove in un piccolo ciclo formato da piante, animali e batteri.
Una parte dell'azoto nitrico viene trasformato, ad opera di batteri denitrificanti specializzati, in azoto molecolare che ritorna all'atmosfera (capacità dei comparti dell'azoto).
Una certa quantità di nitrati viene perduta per migrazione dalle zone terrestri verso i sedimenti oceanici profondi (azoto nei sedimenti), entrando così in cicli geochimici di lunga durata: dai sedimenti l'azoto può ritornare disponibile attraverso le eruzioni vulcaniche (azoto "juvenile").
D'altra parte vi è un minimo, ma continuo rifornimento di azoto al ciclo della biosfera per alterazione delle rocce ignee della litosfera.
Nella catena alimentare, l'azoto giunge alle piante per poi essere mangiato dagli erbivori, successivamente prede dei carnivori.
In questo modo l'azoto rimane dentro il corpo di alcuni esseri viventi, fino a quando essi rilasciano sostanze organiche, che tramite l'azione dei batteri decompositori viene restituito al terreno e riassorbito dalle piante.

## Impatto dell'uomo sul ciclo dell'azoto
Come risulta delle vaste coltivazioni di legumi (specialmente soia, erba medica e trifoglio), dall'uso smodato del processo Haber-Bosch per la creazione di fertilizzanti chimici e dall'inquinamento prodotto da veicoli ed impianti industriali, gli esseri umani hanno un impatto notevole sul ciclo dell'azoto, avendo più che raddoppiato il trasferimento annuale di azoto tra una forma biologica e l'altra. Per di più, l'uomo ha significativamente contribuito al rilascio di composti dell'azoto nell'atmosfera e al loro scarico nei bacini idrici. Le alterazioni causate dall'uomo sono maggiori nelle zone più sviluppate dell'Asia, dove le emissioni dei veicoli e l'eccessiva coltivazione causano un impatto notevole, tra i più alti a livello mondiale.
A livello di inquinamento atmosferico, il biossido di azoto (NO2) e il monossido di azoto (NO), gas che vengono usati per la formazione dell'ozono, sono il risultato della combustione dell'azoto mischiato ad altre sostanze.
Queste sostanze derivate sia dalla combustione di alcuni ciclomotori che, in parte, dagli impianti industriali (biossido d'azoto), sono perciò gas inquinanti che insieme anche al monossido di carbonio e gli idrocarburi costituiscono un pericolo ambientale che non bisognerebbe trascurare..
I livelli di ammoniaca (NH3) nell'atmosfera sono triplicati a causa dell'attività antropica. Questo composto è molto reattivo nell'atmosfera, dove si comporta da aerosol diminuendo la qualità dell'aria e adsorbendosi nelle goccioline d'acqua, trasformandosi infine in acido nitrico (HNO3) che accentua il fenomeno delle piogge acide ed aumenta il rischio di malattie respiratorie croniche.
Insieme ai NOx, l'ammoniaca contribuisce alla formazione di azoto negli strati più bassi dell'atmosfera (troposfera) causando quello che è noto come smog di Los Angeles o "smog fotochimico", il quale aumenta smog, piogge acide e la temperatura locale. Gli effetti più devastanti riguardano la perdita della biodiversità e l'inaridirsi dei terreni.

## Geochimica isotopica e ciclo dell'azoto
L'azoto in natura è presente in due isotopi stabili: 14N, il più abbondante, e 15N. I due isotopi, avendo proprietà fisiche leggermente differenti, non si distribuiscono nello stesso modo lungo il ciclo dell'azoto.
L'azoto elementare atmosferico, che è considerato lo standard di riferimento per la misura dell'abbondanza isotopica dell'azoto, ha per definizione un valore di δ15N = 0‰ AIR.
La fissazione dell'azoto è un processo che causa un leggero arricchimento in 15N dell'azoto organico prodotto: l'azoto che si ritrova negli organismi azotofissatori, e nelle piante leguminose con cui sono in simbiosi, è di circa δ15N = +1‰ AIR (ovvero il rapporto tra 15N e 14N nelle piante è superiore del 1‰ rispetto allo stesso rapporto nell'azoto elementare atmosferico).
Lungo la catena alimentare, ad ogni passaggio l'azoto organico si arricchisce in 15N di circa il +4‰, così che l'azoto contenuto nei tessuti di un carnivoro potrebbe avere un valore δ15N = +13‰ AIR.
Viceversa la deaminazione degli aminoacidi produce ammonio impoverito in 15N.
Ulteriori impoverimenti si hanno con la nitrificazione (NO3- risulta impoverito anche del 10‰ rispetto a NH4+), e con la denitrificazione (N2 impoverito del 16‰ - 20‰ rispetto a NO3-).

## La rappresentazione del ciclo dell'azoto
Negli anni ottanta la società Agrimont fece realizzare dalla pittrice Anna Girolomini un quadro da cui trasse un celebre manifesto per dimostrare che l'apporto di componenti nitrici al terreno, anche se di natura sintetica, corrispondeva all'operazione che avviene in natura con azoto portato dagli agenti atmosferici e dalle deiezioni degli animali.